# Michał Witkowski
Michał Witkowski (* 13. ledna 1975 Vratislav) je polský spisovatel, novinář, literární kritik.

## Život a dílo
Vystudoval polonistiku na Vratislavské univerzitě. Debutoval v roce 2001 knihou Copyright. Jeho nejznámější kniha Lubiewo (Chlípnice) se od prvního vydání v roce 2005 stala bestsellerem a jen do roku 2007 se dočkala sedmi vydání. Lubiewo získalo mnoho prestižních ocenění a bylo přeloženo do mnoha jazyků (mimo jiné angličtina, němčina, francouzština, ukrajinština, ruština, litevština, čeština).
Witkowski se otevřeně hlásí ke své homosexuální orientaci. Knihou Lubiewo se zařadil do proudu gay literatury a bývá označován za prvního polského gay autora. Žije ve Varšavě.

## Ocenění
Witkowski byl čtyřikrát nominován na prestižní polskou literární cenu NIKE: v roce 2006 (za Lubiewo), 2007 (za Fototapetu), 2012 (za Drwala) a 2018 (za Wymazane). Za román Barbara Radziwiłłówna z Jaworzna-Szczakowej získal cenu Paszport Polityki 2007.